# Roc Oliva
Roc Oliva Isern (Barcellona, 18 luglio 1989) è un hockeista su prato spagnolo.

## Palmarès
- Giochi olimpici

Pechino 2008: argento.
- Europei

Manchester 2007: argento.
- Champions Trophy

Auckland 2011: argento.